# Ortskapelle Ranalt

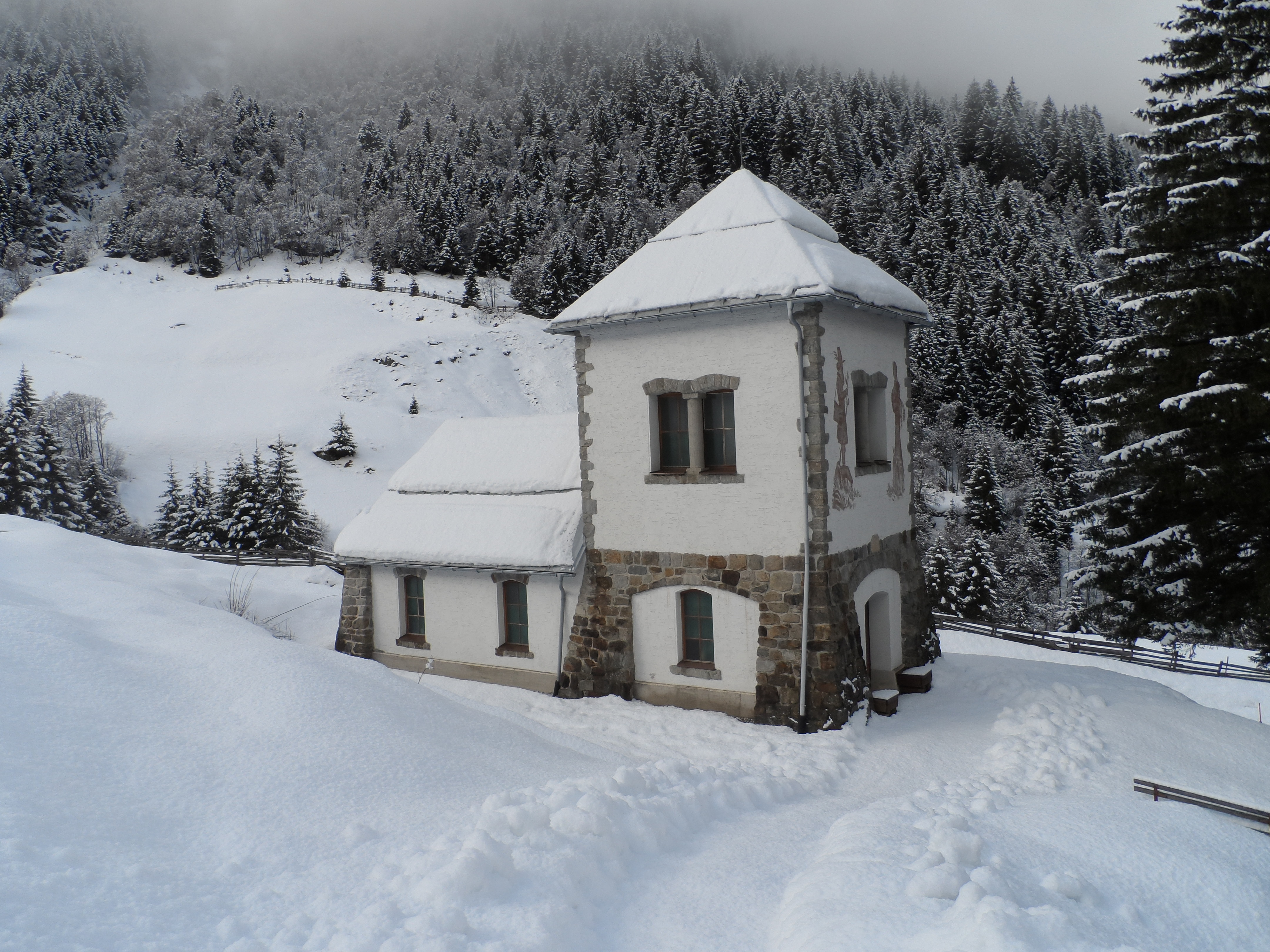
Katholische Ortskapelle hl. Georg in Ranalt

Die Ortskapelle Ranalt steht im Bergsteigerdorf Ranalt am Fuße der Stubaier Gletscher in der Gemeinde Neustift im Stubaital im Bezirk Innsbruck-Land im Bundesland Tirol. Die dem Patrozinium hl. Georg unterstellte römisch-katholische Kapelle gehört zum Dekanat Matrei am Brenner in der Diözese Innsbruck. Die Kapelle steht seit 2012 unter Denkmalschutz ().

## Beschreibung
Die Kapelle wurde 1947/1948 unter dem französischen Major Geden von deutschen Kriegsgefangenen errichtet.
Die zweijochige Kirche mit ihrem massiven im Osten vorgelagerten Turm ist stilistisch von der Architektur der Zwischenkriegs- bzw. Kriegszeit geprägt. Die Wände sind mit Natursteinmauerwerk gegliedert. Der Innenraum weist eine in Holzbauweise verschalte und im Wandton getünchte Spitzbogendecke auf.
Die Altarwand zeigt eine gemalte monochrome Darstellung des hl. Georg als Drachentöter.